# Susham Bedi
Susham Bedi (Ferozepur, 1º luglio 1945 – 20 marzo 2020) è stata una scrittrice indiana naturalizzata statunitense. Studiosa accademica della letteratura Hindi, il suo romanzo Havan del 1983, tradotto in inglese come The Fire Sacrifice nel 1993 è stato recensito su riviste accademiche.

## Biografia
Susham Bedi ha lavorato come scrittrice di narrativa e come docente universitaria di letteratura hindu fino agli inizi del 2000, in seguito ha iniziato a scrivere libri didattici. È apparsa in show televisivi, come Law & Order - Unità vittime speciali e JAG - Avvocati in divisa. Professoressa emerita presso la Columbia University, si è occupata di lingua e cultura del Medio Oriente, dell'Asia meridionale e dell'Africa con particolare attenzione alla diaspora dell’Asia meridionale.
È morta il 20 marzo del 2020, all'età di 74 anni.

## Opere (parziale)

### Narrativa
- Havan (1989)
- Lautna (1992)
- Katra Dar Katra (1994)
- Chiriya Aur Cheel (1995)
- Itar (1998)
- Gatha Amerbel Ki (1999)
- Nava Bhum Ki Ras-katha (2002)
- Shabdon Ki Khirkiyan (2006)
- Morche (2006)
- Portrait of Mira (2006)
- Sarak ki Laya (2007)
- Maine Nata Tora (2009)